# Двиетская волость
Двиетская волость (латыш. Dvietes pagasts) — одна из восьми административных территорий Илукстского края Латвии, расположенная в северо-восточной части края. Находится на Акнистской покатости Восточно-Латвийской низменности.
Граничит с Пилскалнской и Бебренской волостями своего края, а также с Рубенской и Дунавской волостями Екабпилсского края, Ницгальской и Ликсненской волостями Даугавпилсского края.
Крупнейшими населёнными пунктами Двиетской волости являются: Двиете (волостной центр), Глаудани, Крапанишки, Мунчи, Перкунишки, Заринки, Звидрани.
По территории волости протекают реки: Алкшньупите, Даугава, Двиете, Илуксте, Юзине, Мелнупите, Пунтоука, Виесите.
Наивысшая точка: холм Маякс 112,9 м.
Национальный состав: 86,7 % — латыши, 6,6 % — русские, 2,5 % — поляки, 1,4 % — литовцы, 1,4 % — украинцы, 1,1 % — белорусы.
Волость пересекает автомобильная дорога Екабпилс — Илуксте. Протяжённость местных дорог — 62 км.

## История
Двиетская волость была образована в 1864 году и входила в состав Иллукстского уезда Курляндской губернии. В 1935 году площадь волости составляла 106,5 кв. км, и в ней жило 2296 человек. В 1945 году в волости были образованы Двиетский и Зариньский сельсоветы.
После отмены в 1949 году волостного деления Двиетский сельсовет (потом волость) входил в состав Илукстского (1949—1962) и Даугавпилсского (1962—2009) районов. В 1954 году к Двиетскому сельсовету был присоединён упразднённый Зариньский сельсовет. В 1959, 1961 и 1964 годах последовал ещё ряд обменов территориями с соседними сельсоветами.
В 1990 сельсовет был реорганизован в волость. В 2009 году, по окончании латвийской административно-территориальной реформы, Двиетская волость вошла в состав Илукстского края.
В наши дни в волости находятся 2 экономически активных предприятия, Двиетская основная школа, дом культуры, амбулатория, почтовое отделение, лесное хозяйство.